# David Lloyd (botanicus)
David Graham Lloyd (1937-2006) was een Nieuw-Zeelands moleculair bioloog en botanicus.

## Loopbaan
Lloyd was een pionier op het gebied van de theorie hoe planten zich vermenigvuldigen en beschikte over een grote kennis van het plantenleven in zijn vaderland. Voorts was hij lid van de Royal Society of London. Door zijn baanbrekende werk wordt hij wel gezien als een medegrondlegger van de evolutiebiologie.
Lloyd studeerde biologie aan de Universiteit van Canterbury en aan de Harvard-universiteit. Vanaf 1967 tot 1992 was hij in diverse academische functies werkzaam bij de Universiteit van Canterbury.
Zijn belangrijkste bijdrage aan de biologie was dat hij ontdekte dat planten genetisch anders behandeld moeten worden dan zoogdieren vanwege een andere genetische structuur. Terwijl het genoom van zoogdieren bestaat uit afzonderlijke x- en y-chromosomen is het genoom van planten 'in zijn geheel' zowel deels vrouwelijk als deels mannelijk. De verhouding is volgens hem ongeveer 20 staat tot 80.
Samen met Spencer Barrett was Lloyd redacteur van het boek Floral Biology - Studies on Floral Evolution in Animal-pollinated Plants.
In 1992 werd Lloyd slachtoffer van een misdrijf. Hij werd namelijk vergiftigd met acrylamide, een stof die in laboratoria algemeen wordt gebruikt maar ook in bepaalde gevallen in voedingsmiddelen kan voorkomen. Vicki Calder, een moleculair bioloog met wie hij vanaf 1986 een relatie had gehad maar die hij had verlaten voor een ander (de Canadese botanica Linda Newstrom met wie hij later trouwde) werd ervan beschuldigd deze misdaad op haar geweten te hebben. Twee keer werd ze voor het gerecht gedaagd maar beide keren kwam het niet tot een veroordeling. Bij de eerste rechtsgang kwam de jury er niet uit en bij de tweede volgde een vrijspraak. De gevolgen van deze vergiftiging voor Lloyd waren aanzienlijk. Niet alleen lag hij ruim drie maanden lang in een coma maar verloor hij ook het gezichtsvermogen en waren zijn zenuwen beschadigd. Ondanks deze grote tegenslag bleef hij veerkrachtig en probeerde hij er het beste van te maken.